# Сетоути (посёлок)
Сетоути (яп. 瀬戸内町 Сэтоути-тё:) — посёлок в Японии, находящийся в уезде Осима округа Осима префектуры Кагосима. Площадь посёлка составляет 239,92 км², население — 9159 человек (1 августа 2014), плотность населения — 38,18 чел./км².

## Географическое положение
Посёлок расположен на острове Амамиосима в префектуре Кагосима региона Кюсю. С ним граничат город Амами и село Укен.

## Население
Население посёлка составляет 9159 человек (1 августа 2014), а плотность — 38,18 чел./км². Изменение численности населения с 1980 по 2005 годы:
| 1980 | 14 309 чел. |  |
| 1985 | 13 269 чел. |  |
| 1990 | 12 566 чел. |  |
| 1995 | 12 017 чел. |  |
| 2000 | 11 649 чел. |  |
| 2005 | 10 782 чел. |  |

## Символика
Деревом посёлка считается Ficus microcarpa, цветком — гибискус.